# 馬氏副脂䲁
馬氏副脂䲁（學名：Paraclinus magdalenae），為輻鰭魚綱䲁形目脂䲁科副脂䲁屬的一個種，被IUCN列為瀕危保育類動物，分布於東中太平洋墨西哥下加利福尼亞州蓬塔雷東達南部的瑪格麗塔島海域，深度18至21公尺，本魚體長，吻部尖，鼻孔具扁平卷鬚，眼及頸背卷鬚掌狀，鰓蓋骨具明顯的扁平鈍三角形棘突，側線鱗35-36片，身體有5條不規則的深色橫帶，鰓蓋上後方有一黑斑，前鰓蓋後緣有一排黑斑，眼睛下方和後面有一個不規則的橫帶，第22-25枚背棘之間有一個大的眼斑，背鰭硬棘28枚，前3棘凸起，第4棘前有一深凹口，背鰭軟條1枚、臀鰭硬棘2枚、臀鰭軟條19-20枚，體長可達3.9公分，棲息在岩石區的潮池，生活習性不明。